# カレン・ハルプ
カレン・ハルプ（Karen Harup、1924年11月20日 - 2009年7月19日）は、デンマークのコペンハーゲン県ゲントフテ郡スコヴスホヴェッド出身の女子競泳選手。
1948年に出場したロンドンオリンピックでは100m背泳ぎで金メダルを獲得、400m自由形でも銀メダルを獲得した。エヴァ・リース、グレタ・アンデルセン、フリッツェ・カシュテンセンと出場した4x100m自由形リレーでも銀メダルを獲得している。
1975年、アメリカ合衆国のフロリダ州フォートローダーデールにある国際水泳殿堂に入堂した。